# Площадь Борцов Революции (Владивосток)
Пло́щадь Борцо́в Револю́ции — центральная площадь Владивостока, исторический и архитектурный центр города.
Архитектурный ансамбль площади сложился постепенно, в течение XIX—XXI веков.
Современное официальное название получила в 1964 году, в честь революционеров, борцов за установление советской власти в Приморском крае в 1917—1922 годах. Иногда её называют площадь Борцов за власть Советов — по имени памятника Борцам за власть Советов на Дальнем Востоке.
В плане площадь представляет собой неправильной формы четырёхугольник примерно 300 м длиной и 150 м шириной. Ансамбль площади с запада, севера и востока фланкируют исторические и современные административные, торговые и культовые здания. С юга площадь открывается панорамой на бухту Золотой Рог.

## История
Согласно схематическому плану поста Владивосток от 1866 года, на нынешней территории площади располагался ледник, несколько южнее — постройки морского ведомства, севернее — цейхгауз (военный склад амуниции и оружия). С восточной части, где в наши дни расположено здание № 38/40 по улице Светланской, был выстроен флигель начальника поста — одно из важнейших строений того времени. Тем не менее главное здание поста — церковь как «символ присутствия Царства Небесного и дворца Царя Небесного на осваиваемой земле» — было возведено на удалённом расстоянии от нынешней площади: у подножия Церковной сопки.
Спустя время, вдоль Светланской в северо-западной части современной площади сформировался первый городской рынок. Тем не менее центральным местом городской общественной жизни, по примеру городов средневековой Европы, Владивостокский рынок того времени не стал. Торговые площади занимали, в основном, корейцы и манзы — китайское население города, в связи с чем он считался рассадником холеры. Прилегающая к территории рынка болотистая равнина в 1886—1887 годах была засыпана, также как и часть побережья бухты Золотой Рог. В эти годы здесь появляется набережная и каменная городская пристань. Расширение территории позволило отодвинуть Владивостокский рынок ближе к акватории бухты, а вдоль улицы Светланской разбить сквер, позднее превращённый в городской сад.
В 1901—1903 годах во Владивостоке проводятся работы по озеленению центральной части города, организованные городской управой. В ходе этих работ территория городского сада была расширена. Центральный городской сад, в советское время переименованный в Шахтёрский сквер, являлся одним из знаковых общественных пространств города. Территория была популярным местом прогулок и отдыха, по выходным здесь играл оркестр. Центральный рынок в 1907 году был перенесён в так называемый «Семёновский покос» на берегу Амурского залива.
Окружающая общественный сад городская застройка долгое время состояла в основном из деревянных домов. С развитием городских функций, включая торговые, культурные, развлекательные, образовательные, облик центральной площади стал меняться. Территорию стали окружать каменные многоэтажные дома: здание торгового дома «Кунст и Альберс» (1903), Дом Иогана Лангелитье (1905), здание магазина «Зелёные кирпичики» Тау Цзелинь (1909), Немецкий театр (1916—1917).

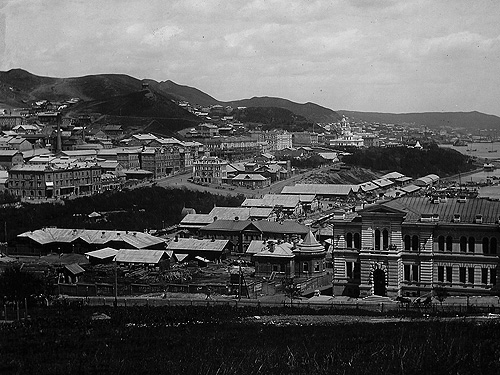
Центр Владивостока в 1900-е годы
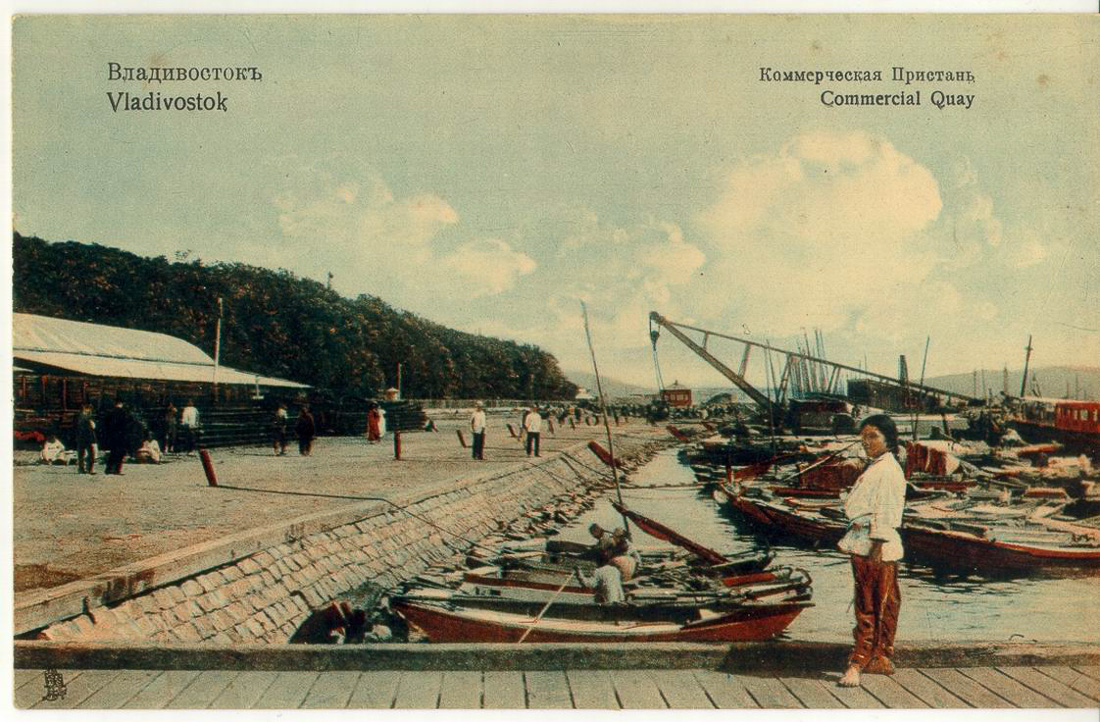
Коммерческая пристань. 1900-е годы
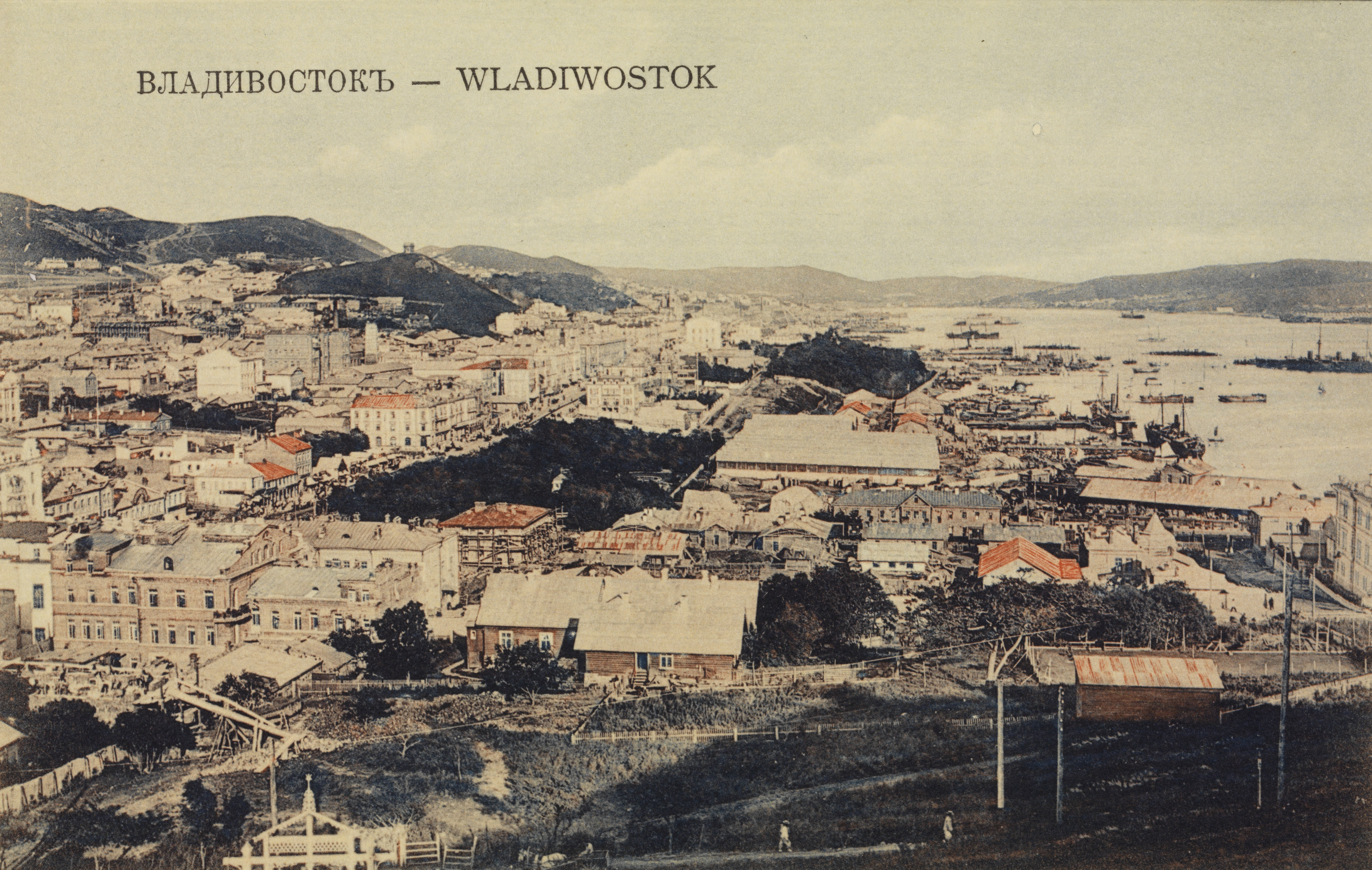
Владивосток в 1913 году

В советское время предполагалась кардинальная перестройка существовавшего общественного пространства городского сада. В 1935—1938 годах архитектурно-планировочной мастерской Владивостокского горсовета под руководством Е. А. Васильева был разработан «Генеральный проект планировки города Владивостока». Согласно плану, городской сад предполагалось сделать частью грандиозного ансамбля площади морского вокзала, однако его осуществлению помешала Великая Отечественная война. Удалось возвести только шестиэтажное здание Дома рыбной промышленности (здание Дальрыбвтуза) — одного из современных акцентов площади.
Участок городской среды на месте бывшего городского сада приобрёл роль центральной площади только во второй половине XX века. В эти годы происходили основные мероприятия, по формированию современного облика пространства — повышение поверхности земли до уровня Светланской улицы, монументальное оформление площади, появление новой застройки. В 1951—1953 годах архитекторами А. М. Суворовым и Т. Л. Шульгиной был разработан первый послевоенный генеральный план города Владивостока. По плану предполагалось создание центральной городской площади со зданиями театра и почтамта. Строительство проектируемых зданий так и не состоялось, однако генплан окончательно утвердил место для главной площади Владивостока. Создание площади, по проекту главного архитектора города Ю. А. Траутмана, было начато 1965 году и окончено в 1983 году.
В 1961 году, по проекту скульптора А. И. Тенёта и архитекторов А. С. Усачёва и Т. Л. Шульгиной, на площади был установлен памятник Борцам за власть Советов на Дальнем Востоке. С 1964 года общегородское пространство приобретает официальное название — площадь Борцов Революции. В начале 1980-х годов возводится новая градостроительная доминанта в стиле советского модернизма — крупное административное 18-этажное здание Дома Советов архитектора Е. Г. Розанова.
В современной истории России центральная площадь дополнилась несколькими архитектурными и монументальными объектами: в 1990-е годы в северо-западном углу построен небольшой торговый пассаж (архитектор А. Б. Юрченко), в 2012 году ансамбль дополнен стелой «Владивосток — город воинской славы» (авторская группа под руководством скульптора Салавата Щербакова). В течение 2010—2019 годов осуществляется строительство Спасо-Преображенского кафедрального собора (арх. А. С. Котляров, В. В. Чиртик).

## Ансамбль площади

### Памятник «Борцам за власть Советов на Дальнем Востоке»
Памятник с самого начала задумывался как высотная доминанта центральной площади Владивостока. Он был торжественно открыт 29 апреля 1961 года, когда площади ещё не существовало, и центральная улица Ленинская (ныне Светланская) круто обрывалась к бухте Золотой Рог. Автором памятника был известный московский скульптор, заслуженный деятель искусств РСФСР Алексей Ильич Тенета. Архитекторы — А. С. Усачёв, А. Ф. Козлов, Ю. А. Траутман.
Предметом жарких споров стал вопрос о том, в какую сторону должна смотреть фигура знаменосца — в сторону города или в сторону бухты Золотой Рог. Обращение к бухте было логически оправданным — воин смотрел вслед убегающему врагу. Но в этом случае он оказывался повёрнутым спиной к городу и его главной улице, где проходили демонстрации и митинги. Вопрос решился административным путём — первый секретарь Приморского крайкома КПСС Владимир Чернышёв приказал поставить памятник лицом к морю.

### Стела «Город воинской славы»
Стела «Город воинской славы» — памятник, установленный во Владивостоке в ознаменование присвоения городу почётного звания Российской Федерации «Город воинской славы». В центре невысокого квадратного в плане постамента установлена стела высотой около 10 метров, увенчанная двуглавым орлом — гербом Российской Федерации. На стеле укреплён бронзовый картуш с текстом Указа Президента Российской Федерации, на тыльной стороне стелы — картуш с гербом Владивостока. По углам постамента установлено четыре пилона, на каждом из них укреплено по четыре бронзовых барельефа. Изображения на барельефах иллюстрируют ратный подвиг владивостокцев в разные годы истории города.

### Дом Советов
Бывшее здание Приморского краевого комитета КПСС и Приморского крайисполкома, сейчас — здание администрации Приморского края. Проект создания центральной площади города, разработанный архитектором Ю. А. Траутманом в 1965 году, включал строительство двух высотных зданий по её сторонам: на восточной — Дальневосточного морского пароходства, на западной — крайкома партии и крайисполкома. Проектированием «Дома Советов» занималось ЦНИИЭП зрелищных зданий и спортивных сооружений имени Мезенцева (Москва). От составления проекта до его реализации прошло более десяти лет. Новое здание, самое высокое во Владивостоке на тот момент, было сдано в эксплуатацию в 1983 году.

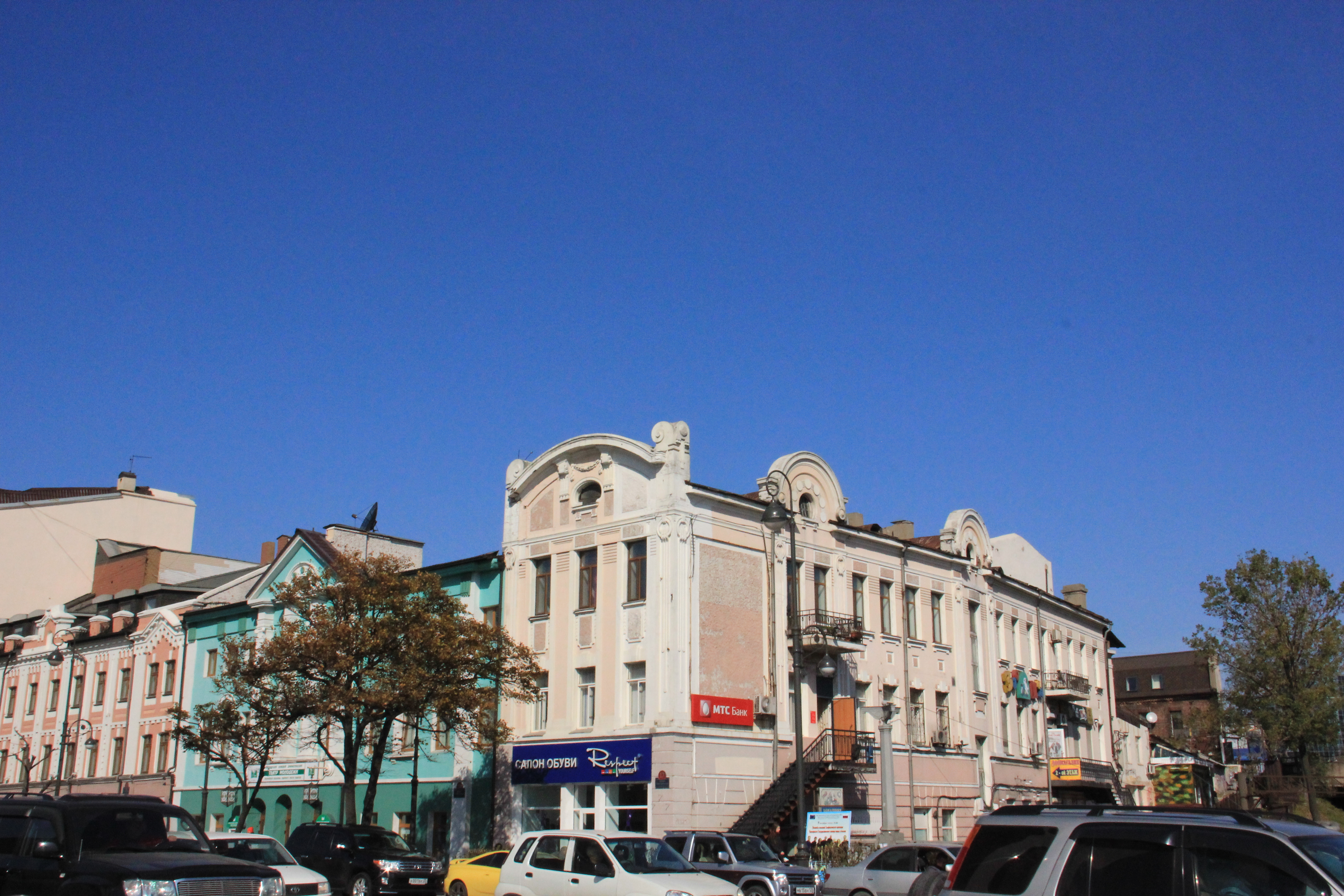
Здание доходного дома Катчана. Северо-западный угол площади
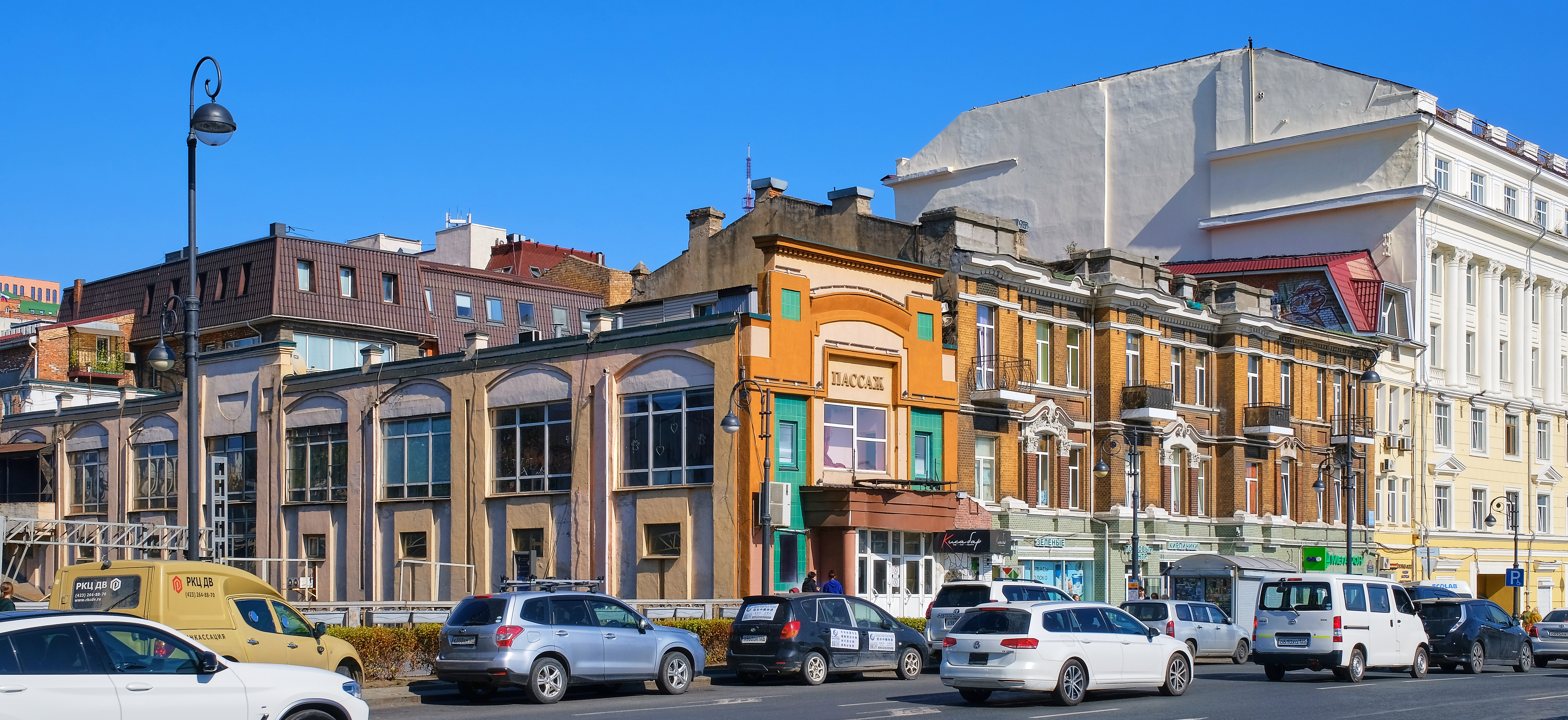
Торговый пассаж и Доходный дом Тау-Цзе Линь
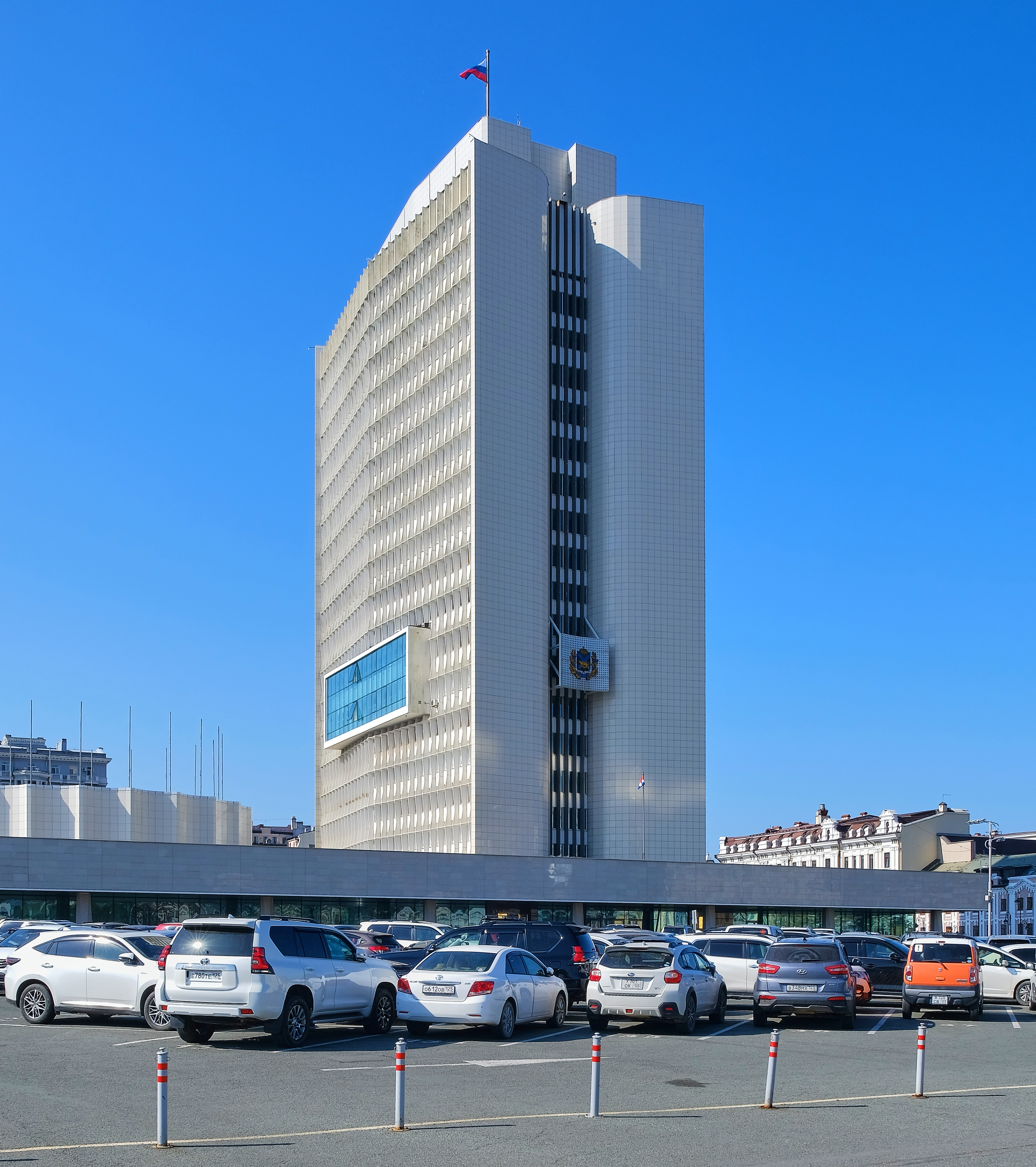
Дом Советов (1983)

### Доходный дом Катчана
Небольшой трёхэтажный дом, построенный в 1908 (под другим данным — в 1906) году по заказу китайского коммерсанта Катчана в стиле, известном в Юго-Восточной Азии с XVIII века, который иногда называют «восточной версией ионической капители». Первый этаж был занят ювелирным магазином К. Филипека, на верхних этажах располагались жилые помещения.

### Торговый пассаж
В северо-западном углу площади в 1990-е годы по проекту архитектора А. Б. Юрченко возведён торговый пассаж. Здание занимает очень узкий участок, поэтому его объём свисает над пространством железной дороги на несколько дециметров. Пассажем в классическом смысле здание не является, так как, несмотря на то что оно соединяет проходом две параллельные улицы, в нём отсутствуют верхний свет и галереи. По этой причине «здание пассажа во Владивостоке более напоминает средневековые мосты Веккио во Флоренции и Риальто в Венеции, а также мост Палтни в городе Бат в Англии, чем просторные торжественные пространства миланской галереи Виктора Эммануила II или московского ГУМа».

### Доходный дом Тау-Цзе Линь
Здание магазина «Зелёные кирпичики» построено в 1909 году и почти 100 лет своей истории было облицовано привезённой из Гамбурга тёмно-зелёной лаковой плиткой, которая и дала название магазину. В 2006 году во время ремонта плитка была удалена владельцами магазина, и вместо неё появилась новая, светло-зелёная. Первоначально в здании находился магазин китаянки Тау-Цзе Линь, где продавались модные дамские наряды, сумочки и галантерея. Затем здесь был магазин элитного китайского чая Син-Шан, магазин вин Бабунидзе, корсетная мастерская Мари и салон маскарадных костюмов, гравёрная мастерская Новакова, ресторан «Москва», хлебопекарня Букреева, международный коммерческий клуб. В годы советской власти здесь открылся магазин Центрального рабочего кооператива.

### Здание Дальрыбвтуза
Построено в 1938—1950 гг. Авторы проекта — Н. А. Логинов и И. А. Петренко (первый проект) и М. С. Смирнов (окончательный проект). Земельный участок, на котором было возведено здание, первоначально, 1860-х годов, принадлежал Морскому ведомству. На участке располагалась одноэтажная деревянная казарма одного из кораблей Сибирской военной флотилии. С начала 1880-х годов казарма и участок сдавалась в аренду городу, который разместил в ней мужскую прогимназию и городское училище. Позже в казарме располагалось коммерческое училище, переехавшее в 1914 году в новое здание на улице Нагорной (сейчас — Суханова, 8). В 1911 году город произвёл обмен земельными участками с Морским ведомством, в результате участок на Светланской — Китайской вошёл в состав городских (муниципальных) земель. До 1915 года рядом с казармой было выстроено несколько новых небольших каменных зданий. Строительство «Здания Дальневосточного технического института рыбной промышленности и хозяйства» (так называемого «Дома рыбной промышленности») началось летом 1938 года. Строилось оно с перерывами, с 1938-го по 1950-й год. Официально принято в эксплуатацию только в 1955 году.

### Дом Иоганна Лангелитье
Дом Иоганна Лангелитье возведён в 1905 году. Является памятником архитектуры.
В 2005 году здание было реконструировано и надстроено на два этажа по проекту архитекторов А. И. Мельника и В. И. Смотриковского. Сегодня в здании разместился универмаг «Центральный».

### Дом Товарищества «Кунст и Альберс»
Здание постройки начала XX века. Располагается между домом Лангелитье и кинотеатром «Уссури», по адресу улица Светланская, дом 31, строение 1.
Памятник архитектуры.

### Кинотеатр «Уссури»
Кинотеатр построен в 1925—1927 годах по проекту инженера И. Н. Фёдорова. «Уссури» — первый кинотеатр Владивостока, построенный в советский период. Открыт в канун десятой годовщины Октябрьской революции демонстрацией советского кинофильма «Поэт и царь». В 1928 году в нём впервые демонстрировались документальные фильмы режиссёра Совкино А. А. Литвинова «Удэге» и «По дебрям Уссурийского края», снятые при участии и под научным руководством В. К. Арсеньева. В постсоветский период здание было модернизировано и реконструировано по проекту архитектора А. С. Котлярова.

### Дом Товарищества «Кунст и Альберс»
Здание постройки начала XX века. Располагается между кинотеатром «Уссури» и Универсальным магазином торгового дома «Кунст и Альберс».
Памятник архитектуры.

### Контора Торгового дома «Бринер, Кузнецов и К°»
С восточной стороны к площади примыкает комплекс двух зданий, первоначально бывших самостоятельными, но впоследствии соединённых друг с другом вставкой. Первое из них — самое старое здание площади — построено в 1896 году по проекту военного инженера Дмитрия Павловича Колосовского для конторы Торгового дома «Бринер, Кузнецов и К°», выходит фасадом на площадь. С 1915 года в нём располагалась городская аптека и станция скорой медицинской помощи. Постройка второго здания, Административного здания торгового дома «Кунст и Альберс», датируется 1903 годом (здание не выходит фасадом на площадь).

### Спасо-Преображенский кафедральный собор
С 2010 года в юго-восточном углу площади ведётся строительство Спасо-Преображенского кафедрального собора по проекту архитекторов А. С. Котлярова и В. В. Чиртик.